# La Ferme des animaux
Animal Farm
Pour les articles homonymes, voir La Ferme des animaux.
La Ferme des animaux (titre original : Animal Farm. A Fairy Story) est un roman court de George Orwell, publié en 1945. Découpé en dix chapitres, il décrit une ferme dans laquelle les animaux se révoltent ensemble contre leur maître, prennent le pouvoir, chassent les hommes et vivent en autarcie.
Il s'agit d'un apologue écrit sous la forme d'une fable animalière, mais également d'une dystopie. Dans ce roman, Orwell propose une satire de la révolution russe et une critique du régime soviétique, en particulier du stalinisme, et au-delà, des régimes autoritaires et du totalitarisme.
Le livre figure dans la liste des cent meilleurs romans de langue anglaise écrits de 1923 à 2005 par le magazine Time.

## Préfaces

### Préface originale
À l'origine, George Orwell avait écrit une préface dénonçant l'autocensure pratiquée au Royaume-Uni, qui supprimait toute critique de l'Union soviétique, son alliée pendant la Seconde Guerre mondiale.

« Ce qu'il y a de plus inquiétant dans la censure en Angleterre, c'est qu'elle est pour une bonne part volontaire. […] Quiconque a vécu quelque temps dans un pays étranger a pu constater que certaines informations, qui auraient normalement dû faire les gros titres, étaient passées sous silence par la presse anglaise, non en vertu d'une intervention du gouvernement, mais parce qu'il y a eu un accord tacite pour considérer qu'il « ne fallait pas » publier de tels faits. »

Bien que la première édition ait prévu cette préface, elle ne fut pas incluse.

### Préface de l'édition en italien
En 1972, le bibliothécaire britannique Ian Angus (en), spécialiste des œuvres de George Orwell a retrouvé le manuscrit de cette préface, intitulée « The Freedom of the Press » et Bernard Crick l'a publiée dans le The Times Literary Supplement du 15 septembre 1972, avec une introduction intitulée « How the essay came to be written ». Bernard Crick l'a publiée dans l'édition italienne de La fattoria degli animali précédée d'une « Introduzione all'introduzione che Orwell soppresse alla Animal Farm », Arnoldo Mondadori Editore, collection « Oscar » 102, 1973.

### Préface de l'édition en ukrainien
Orwell écrivit une autre préface pour l'édition en ukrainien, préparée par Ihor Ševčenko (en) (Kolhosp Tvaryn, Prometej, 1947). Cette édition était destinée à des réfugiés ukrainiens vivant dans des camps pour personnes déplacées situés en Allemagne dans les zones d'occupation anglaise et américaine. Le manuscrit en est perdu, elle n'est disponible qu'en retraduction vers l'anglais du texte en ukrainien. 

## Le texte

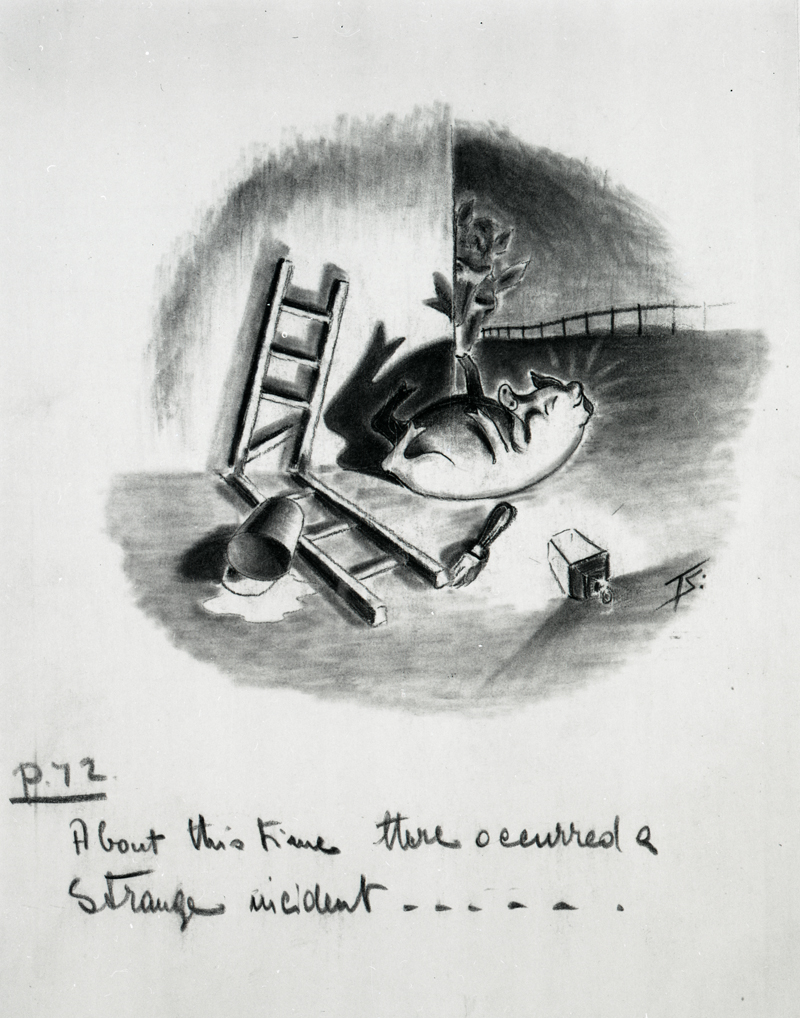
Dessin préliminaire pour la conception du dessin animé éponyme. Texte sous le dessin : p.72 About this time occurred a strange incident...

### Résumé synthétique
« Dans la journée, la rumeur s’était répandue que Sage l’Ancien avait été visité, au cours de la nuit précédente, par un rêve étrange dont il désirait entretenir les autres animaux.  »
Comme l'indique cet extrait situé en tout début du premier chapitre, ce roman commence par un rêve dont le contenu évoque la prise en charge de leur destin par les animaux eux-mêmes : animés par les idéaux d'un vieux cochon dénommé Sage l'Ancien, ils décident de se révolter contre leur maître, M. Jones, dans l’espoir de mener une vie autonome dans l’égalité, l’entraide et la paix pour tous.
La ferme est passée sous le contrôle des animaux. Elle est dès lors gérée dans le respect des sept commandements qui prônent le pacifisme tout en définissant les spécificités des animaux, présentées comme une richesse. L’ennemi est clairement désigné : l'Homme doit disparaître du lieu, une cohésion doit se créer entre les bêtes et se renforcer autour de la menace humaine.
Très rapidement, les cochons forment une élite et sont amenés à prendre le pouvoir, asservissant les autres animaux. Ils utilisent leur intelligence supérieure pour manipuler les craintes et modifier le passé à leur avantage. Les idéaux sont très vite dénaturés, les principes généreux insensiblement dévoyés. Un dictateur émerge, chasse son principal rival, puis exécute les « traîtres » pour asseoir son pouvoir de plus en plus hégémonique. Il instaure un culte de la personnalité, maintient ses congénères en état de soumission et les épuise par un travail harassant.
Ce maître, devenu tout puissant avec l'aide des chiens et des autres cochons, continue à leur faire miroiter le même espoir, mais leur fixe un objectif inaccessible tout en leur promettant sans cesse une vie meilleure afin de les maintenir dans cette utopie. Les années passent et l'ouvrage s'achève sur un constat amer pour les autres animaux asservis : plus rien ne semble distinguer les cochons de leurs anciens maîtres.

### Résumé par chapitre

#### Chapitre I

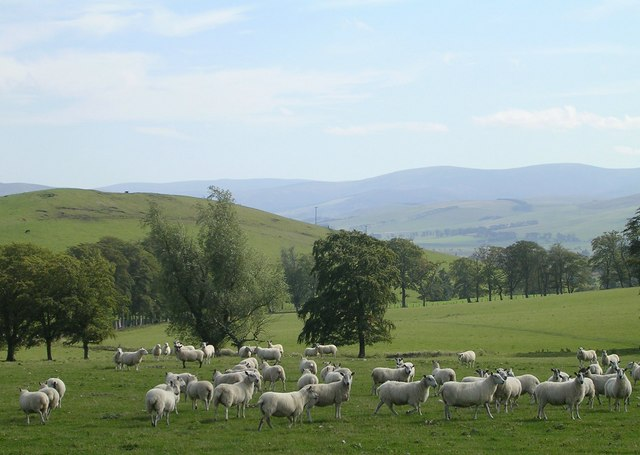
Troupeau de moutons dans une ferme anglaise.
Photographie de Chris Upson en 2006

Un jour, les animaux de la ferme du Manoir, profitant de la négligence du propriétaire, sont convoqués dans la grange par Sage l'Ancien, le plus vieux cochon de la ferme. Parmi eux, Malabar, Douce et Lubie, des chevaux de trait, Benjamin, un âne cynique peu disposé à l'ouverture d'esprit, Edmée, une chèvre blanche, Filou, Fleur et Constance - trois chiens, une chatte, des cochons, des moutons, des vaches, des poules, des canards, des oies et des pigeons. Avant de leur faire part de son rêve de la veille, Sage l'Ancien souhaite leur transmettre la sagesse qu'il a acquise avec les années. Selon lui, aucun animal d'Angleterre n'est heureux. Et tout cela, par la faute des humains qui accaparent la totalité du fruit du travail animal : le lait et les œufs sont captés au seul bénéfice des hommes. L'homme est pourtant l'espèce la plus faible de la nature terrestre, mais il a réussi à profiter des forces des autres sans rien fournir en échange. Sage l'Ancien décrit alors leur sort : les animaux mènent une vie laborieuse, courte et tragique, sans qu'il s'agisse d'une loi de la nature. ils peuvent mettre fin à cette injustice: Sage leur décrit un monde débarrassé d'humains et leur laisse entrevoir les nombreux avantages dont les animaux pourraient alors profiter - par exemple, travailler dignement et non plus comme des esclaves, avoir des loisirs, vivre plus longtemps, profiter d'une retraite, pouvoir se nourrir à sa faim et nombre d'autres avantages. Dès lors, le vieux Sage exhorte tous les animaux à se soulever contre le fermier, M. Jones, l'unique source de tous leurs problèmes.
Il se produit alors un incident dans l'assemblée : des rats sortent de leur trou pour écouter Sage l'Ancien. Les chiens et le chat se jettent sur eux et Sage l'Ancien fait alors voter l'assemblée pour décider si, oui ou non, les rats, ainsi que les autres animaux sauvages, sont des ennemis. Les rats sont acceptés comme « camarades » à une écrasante majorité. En fait, seuls les chiens et la chatte ont voté contre.
Sage l'Ancien raconte enfin son rêve, tout en entonnant un chant révolutionnaire qui s'en inspire. Celui-ci est intitulé Bêtes d'Angleterre (établi sur l'air de La cucaracha) et Clémentine. Les animaux reprennent le chant dans l'enthousiasme. Le brouhaha provoque le réveil du propriétaire de la ferme, M. Jones : croyant à la présence d'un renard en train de rôder, il se met à tirer à l'aveuglette.

#### Chapitre II

Version du drapeau de l'Animalisme, comme l'a indiqué George Orwell.
Selon le livre, le vert représente les champs de l'Angleterre, tandis que le sabot et la corne représentent la République des Animaux

Trois jours plus tard, Sage l'Ancien meurt paisiblement dans son sommeil. Aussitôt, une intense activité conspiratrice se développe parmi les animaux. Seul Moïse, le corbeau apprivoisé, reste fidèle à M. et Mme Jones.
Par chance, la révolution a lieu plus tôt et plus facilement qu'espéré : un soir, Mr Jones rentre saoul du bar de la ville et va se coucher directement sans nourrir les bêtes. Le manque de nourriture provoque la colère des animaux : dans un moment de fureur, ils attaquent Jones et ses ouvriers agricoles, et parviennent à chasser tous les humains de la ferme. Le corbeau Moïse suit Mme Jones dans sa fuite.
Arraché aux mains de ses propriétaires, le domaine est renommé la « Ferme des animaux ». Les nouveaux dirigeants sont vite désignés au regard de leur intelligence supérieure : les cochons Napoléon et Boule de neige, tous deux secondés par Brille-Babil, un goret excellent dans l'art du discours et que les animaux écoutent volontiers. Tous trois élaborent et proposent un système politique qui régira désormais la vie de la ferme, l'« animalisme », néologisme à usage historique. Peu après, ils réunissent les animaux dans la grange et inscrivent sur le mur les sept grands commandements de ce nouveau système :
1. « Tout deux pattes est un ennemi » ;
2. « Tout quatre pattes ou volatile est un ami » ;
3. « Nul animal ne portera de vêtements » ;
4. « Nul animal ne dormira dans un lit » ;
5. « Nul animal ne boira d'alcool » ;
6. « Nul animal ne tuera un autre animal » ;
7. « Tous les animaux sont égaux ».

Le drapeau de l'animalisme représentant un sabot et une corne, symbole de la lutte des animaux, est fièrement hissé sur un mât au milieu de l'ancien domaine des Jones. Cependant, les vaches donnent à ce moment du lait et personne ne sait quoi en faire : lorsque les animaux reviennent du travail aux dépendances, le lait a disparu.

#### Chapitre III

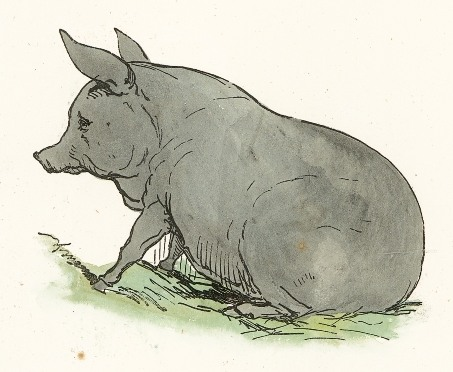
Dessin représentant un cochon

Les animaux effectuent la fenaison sous la direction des cochons, et leur récolte s'avère plus productive que celle des humains. Ils sont heureux, mangent à leur faim et parviennent à résoudre les problèmes qui se posent à eux, même si quelques animaux semblent être moins disposés à s'investir que d'autres : Lubie, la jument blanche, qui était plutôt contente de sa vie d'avant, et la chatte, sans oublier les cochons Boule de Neige et Napoléon qui perdent leur temps en longues discussions et sont souvent en situation de désaccord. Benjamin, lui, reste le même, et bien qu'on lui demande si la vie n'est pas mieux depuis l'expulsion de Jones, Benjamin prétexte que leur vie restera toujours la même et reste neutre quant au conflit entre Boule de Neige et Napoléon.
Des commissions créées par Boule de Neige permettent d'éduquer les animaux, bien que cela se révèle difficile. Les cochons ont en effet appris à écrire à l'aide d'un vieil abécédaire appartenant aux enfants des Jones - mais pour les autres animaux, ils ne retiennent que quelques mots ou seulement quelques lettres, selon leurs capacités. Cependant, les sept commandements sont résumés par une maxime dans un souci de simplification : « Quatre pattes, oui ! Deux pattes, non! ». Les oiseaux sont cependant en colère, car ils sont eux-mêmes bipèdes, mais Boule de Neige leur explique que, dans leur cas, les ailes sont considérées comme des pattes.
Napoléon décide de s'occuper de la formation des jeunes, mais en fait, il ne prend en charge que les neuf chiots de la dernière portée du couple de chiens de la ferme. Certaines portions de nourriture, notamment des pommes, sont détournées au profit des cochons qui commencent à bénéficier d'un traitement différent de celui des autres animaux, jouant sur leur régime alimentaire (au contraire des autres animaux, les suidés ont un régime omnivore). On découvre que le lait disparu a été bu par les cochons. Brille-Babil explique que cela est nécessaire pour maintenir leurs aptitudes intellectuelles, et ne pas faillir à leurs devoirs — sous peine, selon lui, du retour de Jones.

#### Chapitre IV
L'hymne révolutionnaire de la ferme des animaux finit par se répandre dans les fermes des environs par le biais des oiseaux. Les humains s'inquiètent de cette épidémie contestataire. Pour éviter que cela ne se reproduise chez eux, ils mentent à leurs animaux en prétendant que ceux de la ferme se gèrent mal et ont même recours au cannibalisme. Cependant, les animaux de la ferme ne tardent pas à montrer qu'ils se portent bien.
Le fermier Jones, accompagné de ses voisins Pilkington et Frederick, tous armés, décident donc de récupérer coûte que coûte la ferme dirigée par les animaux. Mais ces derniers commandés par Boule de neige et avec l'aide du cheval Malabar se sont préparés à cette attaque et réussissent à chasser les agresseurs. Cependant, un mouton est tué et le cochon Boule de Neige est blessé. Un homme qui assistait le fermier Jones est également blessé, mais il parvient à s'échapper de la ferme. Boule de Neige et Malabar sont décorés pour leur bravoure et le mouton reçoit des funérailles solennelles.
Les animaux, victorieux, décident d’appeler cette bataille mémorable du nom de la « Bataille de l'étable ».

#### Chapitre V

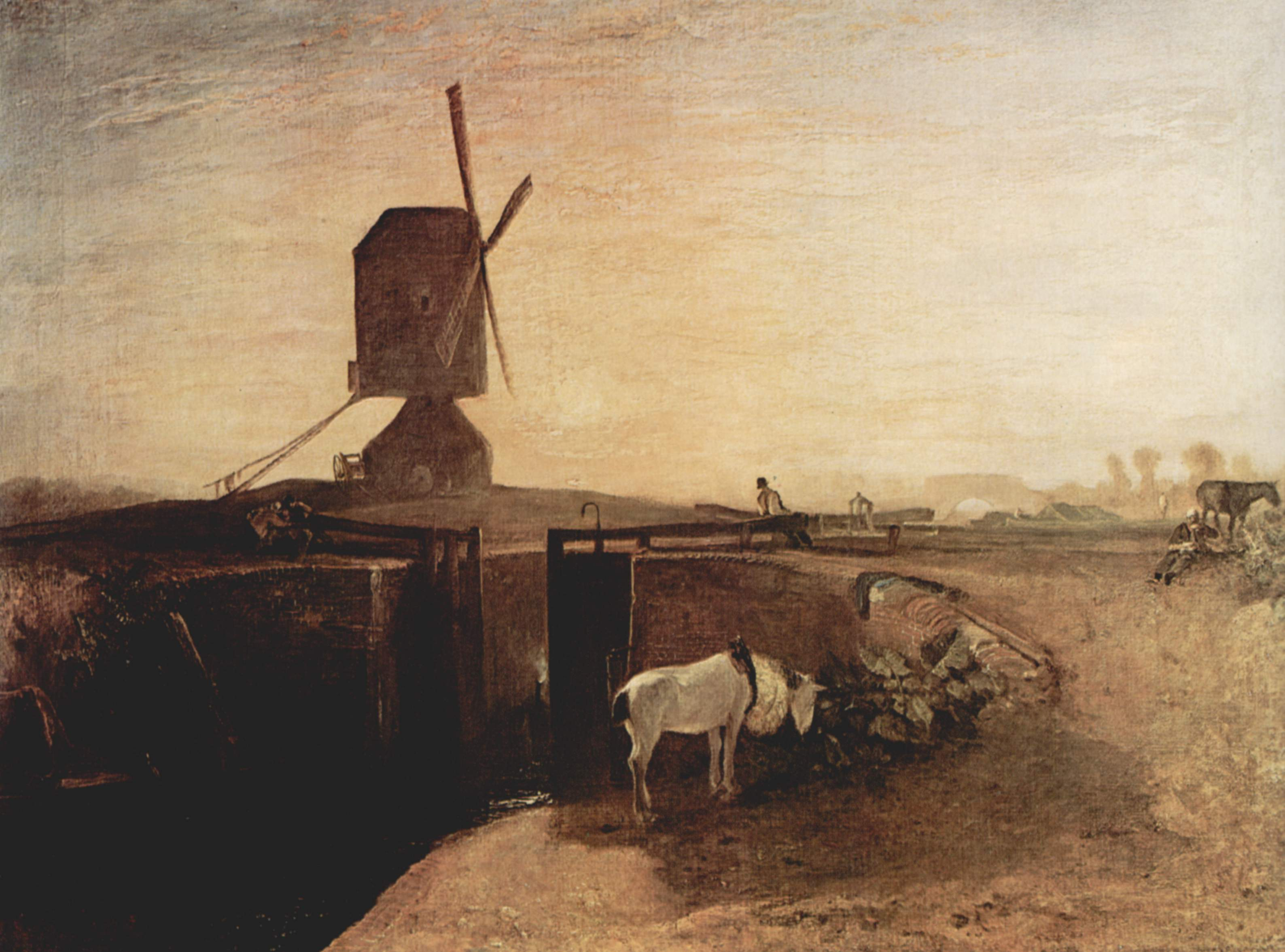
Moulin à vent et cheval, tableau du peintre anglais William Turner

La jument Lubie disparaît un jour d'hiver. Peu avant, elle avait été aperçue en compagnie d'un humain : Lubie a donc préféré abandonner la ferme et renouer avec la communauté humaine. Un peu plus tard, son amie l'autre jument, Douce, trouve du sucre et des rubans cachés sous la paille de son box. Durant la même période, le nouvel hiver de liberté est long et rigoureux et les animaux restés dans la ferme souffrent du froid.
Boule de neige a l'idée de créer un moulin à vent sur la colline pour générer de l'électricité et alléger le travail des animaux. Napoléon, catégoriquement opposé à ce projet qu'il juge inutile, tente de rallier les animaux à sa cause face à son adversaire Boule de Neige, en scandant le slogan : « Votez pour Napoléon et la mangeoire sera pleine ! » Mais le charisme de Boule de neige a raison du caractère rude de son adversaire. Jaloux, Napoléon décide alors de lancer aux trousses de Boule de neige les chiens qu'il a élevés en cachette, et qui sont devenus de féroces molosses. Boule de Neige parvient à s'enfuir de la ferme et à semer la meute. Tous les animaux comprennent alors qu'il s'agit des neuf chiots de Napoléon, devenus grands et qu'il a dressés à son service. Se retrouvant sans adversaire, Napoléon annonce que, dorénavant, les débats publics sont abolis et qu'il devient le chef. Les animaux, même Malabar, sont désemparés. Quatre jeunes gorets commencent à protester mais se taisent quand les chiens se mettent à grogner. Enfin, les moutons ruinent toute discussion en bêlant « Quatre pattes oui ! Deux pattes, non ! ». Brille-Babil finit par convaincre les animaux avec un argument de poids : tout vaut mieux que le retour du fermier Jones. Boule de Neige, présenté comme criminel par Brille-Babil, est encore perçu par des animaux comme un brave de la « Bataille de l'étable », mais Brille-Babil minimise les faits. Malabar énonce une nouvelle maxime « Napoléon ne se trompe jamais », symbolisant ainsi sa confiance inaliénable dans le nouveau chef.
Les réunions du dimanche sont désormais ritualisées : les animaux doivent saluer le drapeau, puis défiler devant le crâne exposé de Sage l'Ancien. Ils ne s'assoient plus et Napoléon se place sur une estrade, face à eux. Les animaux sont surpris quand Napoléon annonce que le moulin contre lequel il s'est montré si hostile sera finalement construit. À l'aide de trois molosses, Brille-Babil persuade les animaux que l'idée et les plans du moulin venaient en fait de Napoléon et qu'ils avaient été volés par Boule de Neige — sans en apporter la preuve. Il en profite pour encenser Napoléon qui a fait preuve de tactique (comme son homonyme humain) en paraissant hostile au moulin pour se débarrasser de Boule de Neige. La construction du moulin permet de justifier l'augmentation du travail et la baisse des rations alimentaires pour les deux ans à venir — sauf celles des cochons. L'annulation de toutes les autres réunions et autres débats fait comprendre que, désormais, toute question sera débattue uniquement par un comité de cochons, la construction du moulin était la première question traitée.

#### Chapitre VI
Une très forte tempête s'abat sur la ferme. Les animaux découvrent que leur moulin, construit sous la « direction éclairée » de Napoléon, a été complètement détruit par les intempéries.
Bien qu'absent, Boule de neige est cependant tenu responsable des malheurs des animaux en tant que bouc émissaire. Le porc Brille-Babil affirme, sans le prouver, être en possession de documents secrets, selon lesquels Boule de Neige serait l'agent du fermier Jones depuis le début, voire bien avant la révolte — mais il se heurte au scepticisme affirmé de Malabar, qui se range cependant sous l'aile de Napoléon, le soutenant. Les autres animaux acceptent les explications sans rien demander. Une récompense est même promise à qui ramènera Boule de Neige.
Pendant ce temps, la vie des autres animaux ne s'améliore pas, tandis que les cochons et les chiens jouissent de nombreux privilèges : ils reçoivent de plus grosses rations de nourriture, ils peuvent se lever plus tard et ne participent pas aux corvées et aux tâches les plus dures, les missions de ces deux espèces se limitant à la supervision de la ferme pour les cochons et à la surveillance des autres animaux pour les chiens.
Le 4e commandement a été modifié : les animaux ne doivent pas dormir dans des lits avec des draps. Ainsi les cochons peuvent dormir dans les lits de l'ancienne maison des Jones. Les animaux, ne se souvenant plus de la nuance, émettent des doutes, balayés par la persuasion de Brille-Babil appuyée par la menace de trois molosses.

#### Chapitre VII
L'hiver suivant est aussi éprouvant que l'hiver précédent, et les animaux peinent à reconstruire le moulin. Le rationnement imposé augmente leurs difficultés, mais ils s'efforcent de faire bonne figure devant les humains qui, de loin, continuent à les observer.
Napoléon décide tout de même de livrer des œufs aux humains en échange de provisions. Si dans un premier temps s'y opposent les poules qui croyaient être propriétaires de leurs œufs, elles sont obligées d'obéir : Napoléon supprime leurs rations et punit de mort tout animal leur donnant le moindre grain. Cet épisode fait 9 mortes chez les poules, mais une autre cause de leur décès est invoquée, la coccidiose.
Pour Napoléon, le fuyard Boule de Neige devient le responsable de tous les maux de la ferme. Celui-ci, pourtant à l'origine de la révolte, est même accusé d'avoir été un espion du fermier Jones. Au début, les animaux ont du mal à y croire mais ils se laissent persuader par Brille-Babil qui a enfin trouvé comment dénaturer la bravoure de Boule de Neige lors de la Bataille de l'étable. Enfin, afin d'éliminer toute contestation, Napoléon déclare que des traîtres se cachent parmi eux : il les dénonce, prépare un simulacre de procès et fait exécuter par les molosses les cochons qui avaient élevé la voix à sa prise de pouvoir, les poulets de la révolte, une oie et trois moutons. Malabar est le premier attaqué par les molosses mais il en fait fuir deux et blesse grièvement le troisième, qu'il épargne à la demande de Napoléon.
Après cet épisode, les animaux sont déçus mais soumis. Pourtant la jument Douce, nostalgique, tente de chanter leur hymne révolutionnaire « Bêtes d'Angleterre » : Napoléon leur fait comprendre que ce chant n'est plus d'actualité, la révolution étant terminée — le chant est immédiatement interdit. Il est remplacé par un autre, plus court, composé par Minimus : « Ferme des Animaux, Ferme des Animaux. Jamais de mon fait ne te viendront des maux ! »

#### Chapitre VIII
Napoléon, qui joue de plus en plus de son image de stratège et d'animal vénérable et vénéré, du moins par ses amis porcs et sa garde canine, entre en relation commerciale avec les fermes voisines pourtant tenues par des humains, en établissant des contacts basés sur les échanges commerciaux.
Le moulin est enfin terminé. Napoléon réunit tous les animaux pour annoncer qu'il a vendu du bois au fermier Frederick, mais se rend vite compte que ce dernier l'a floué avec de faux billets, à la place du chèque proposé mais refusé par peur qu'il soit faux. Napoléon prononce alors des menaces de mort à l'encontre de Frederick. Dès le lendemain, la ferme est attaquée par les hommes du fermier escroc, désireux de s'emparer du domaine, et le moulin est à nouveau détruit. La bataille est rude, de nombreux animaux sont tués ou blessés, mais les cochons, Napoléon en tête, fêtent la victoire et décident de boire de l'alcool — pourtant interdit par les sept commandements. Ceux-ci sont dès lors modifiés en ce sens : la consommation d'alcool n'est plus interdite, elle doit juste être effectuée sans excès. De l'orge est d'ailleurs cultivée pour la consommation d'alcool des cochons.
La modification des commandements est révélée par un événement que les animaux ne comprennent pas, hormis Benjamin qui garde le silence : après un énorme fracas à minuit au clair de lune, Brille-Babil est retrouvé inconscient devant les commandements, avec à ses côtés une échelle brisée en deux et un pot de peinture blanche renversée.

#### Chapitre IX

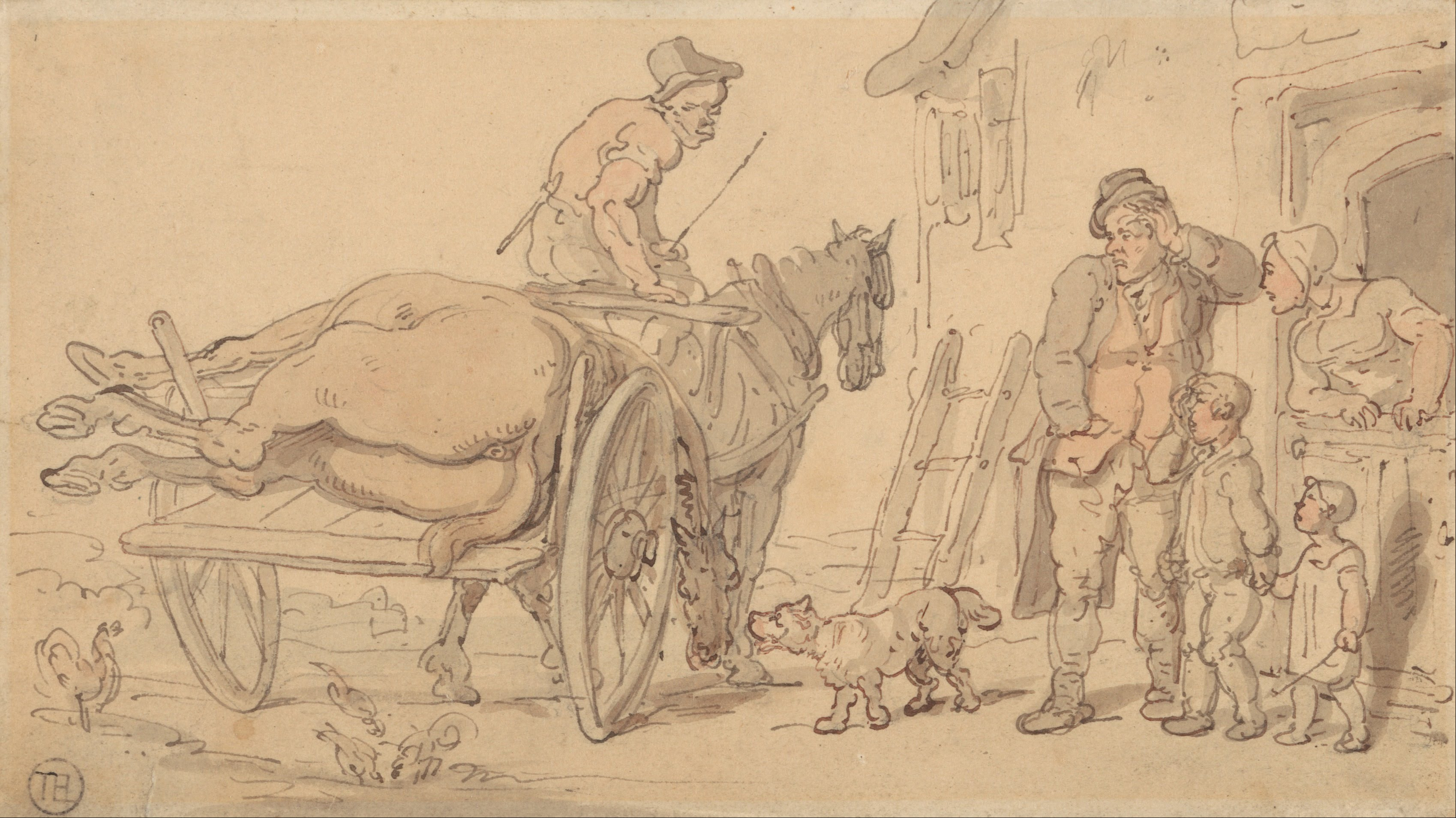
Cheval mort sur le tombereau d'un équarrisseur. Tableau du XIXe siècle de l'illustrateur anglais Thomas Rowlandson.

Le cheval Malabar, blessé lors de la dernière bataille contre les humains, souhaite pourtant participer à la reconstruction du moulin. L'hiver est de nouveau très rigoureux et seuls les cochons et les chiens mangent correctement : l'écart se creuse de plus en plus entre ceux-ci et les autres animaux.
Autoproclamé président, Napoléon supervise le travail des animaux et la reconstruction du moulin. Malabar n'en peut plus : éreinté par les efforts fournis, il tombe malade d'épuisement. Napoléon prend les dispositions pour le faire soigner à l'hôpital voisin. Malabar est emmené par un fourgon, mais l'âne Benjamin s'aperçoit qu'on emporte le cheval Malabar chez l’équarrisseur. C'est la seule fois où Benjamin prend position : il ameute tous les animaux pour sauver Malabar en tentant d'arrêter le fourgon — trop tard, Malabar n'a plus la force de s'échapper et les chevaux du fourgon ne réagissent pas à l'appel « Camarades, ne menez pas votre propre frère à la mort ! »
Cependant, trois jours plus tard, Brille-Babil, porte-parole de Napoléon, annonce aux animaux que Malabar est bel et bien mort à l'hôpital ; il décrit ses derniers instants avec force détails, tout en dénonçant la rumeur de l'abattoir comme fausse nouvelle. Les autres animaux croient en cette déclaration « officielle ». Le soir-même, les cochons organisent un banquet avec une caisse pleine de whisky, achetée avec l'argent gagné grâce à la vente du cheval Malabar à l'équarrisseur.

#### Chapitre X
Les années passent ; si la ferme est devenue riche et prospère grâce aux échanges entre les animaux et les humains, seuls les dirigeants devenus des porcs bien gras en profitent réellement : les autres survivent et continuent une vie de labeur, sans hommes, certes, mais toujours aussi dure et éprouvante. Beaucoup d'animaux sont des bêtes achetées et plus personne ne se souvient des événements succédant à la révolte. En outre, le corbeau Moïse revient après des années d'absence.
Napoléon et ses amis évoluent physiquement. Un beau jour, ils finissent par se déplacer juchés sur leurs deux pattes arrière à l'instar des humains. Les moutons de la ferme, manipulés par Brille-Babil qui les avait isolés pendant une semaine, reprennent un des commandements, transformés au seul profit des porcs « Quatre pattes bon ! Deux pattes mieux ! ». Napoléon et ses cochons révisent secrètement quelques commandements pour se débarrasser des accusations de violation de la loi, sans se soucier de la réaction des animaux, qui avec leur piètre mémoire, finissent par être convaincus par les cochons que les choses ont toujours été ainsi. Les commandements modifiés sont les suivants (les changements étant indiqués en caractères gras) :
4. Aucun animal ne doit dormir dans un lit avec des draps ;

5. Aucun animal ne boira d'alcool à l'excès ;

6. Aucun animal ne tuera un autre animal sans raison valable.

Puis, les porcs finissent par rendre au domaine agricole son nom d'origine de « Ferme du Manoir ». Un soir, les maîtres porcins de la ferme invitent les fermiers humains des alentours afin de se réconcilier avec eux en leur promettant à l'avenir des relations amicales et coopératives. Les humains félicitent les cochons pour leur réussite : les bêtes de la « Ferme du Manoir » produisent plus que les leurs, sans rechigner, en dépit de rations alimentaires réduites. Douce demande alors à Benjamin, plus taciturne que jamais et ayant comme opinion que les déboires et autres sont les lois inviolables et inaltérables de la vie, de lui lire les commandements inscrits sur le mur, mais il lui répond qu'il n'en reste plus qu'un seul : 
« Tous les animaux sont égaux, mais certains sont plus égaux que d'autres. »
Finalement, alors que l'auguste assemblée humaine et porcine réunie dans l'ancienne maison des Jones se jurait coopération et amitié, la minute suivante une querelle éclate entre les hommes et les cochons de Napoléon devenus de plus en plus gras — au motif d'une tricherie aux cartes. Observant cette dispute à travers la fenêtre de la maison, les autres animaux de la ferme s'aperçoivent qu'ils sont eux-mêmes devenus incapables de distinguer les cochons des humains.
« Dehors, les yeux des animaux allaient du cochon à l’homme et de l’homme au cochon, et de nouveau du cochon à l’homme ; mais déjà il était impossible de distinguer l’un de l’autre. »

## Personnages

### Les cochons

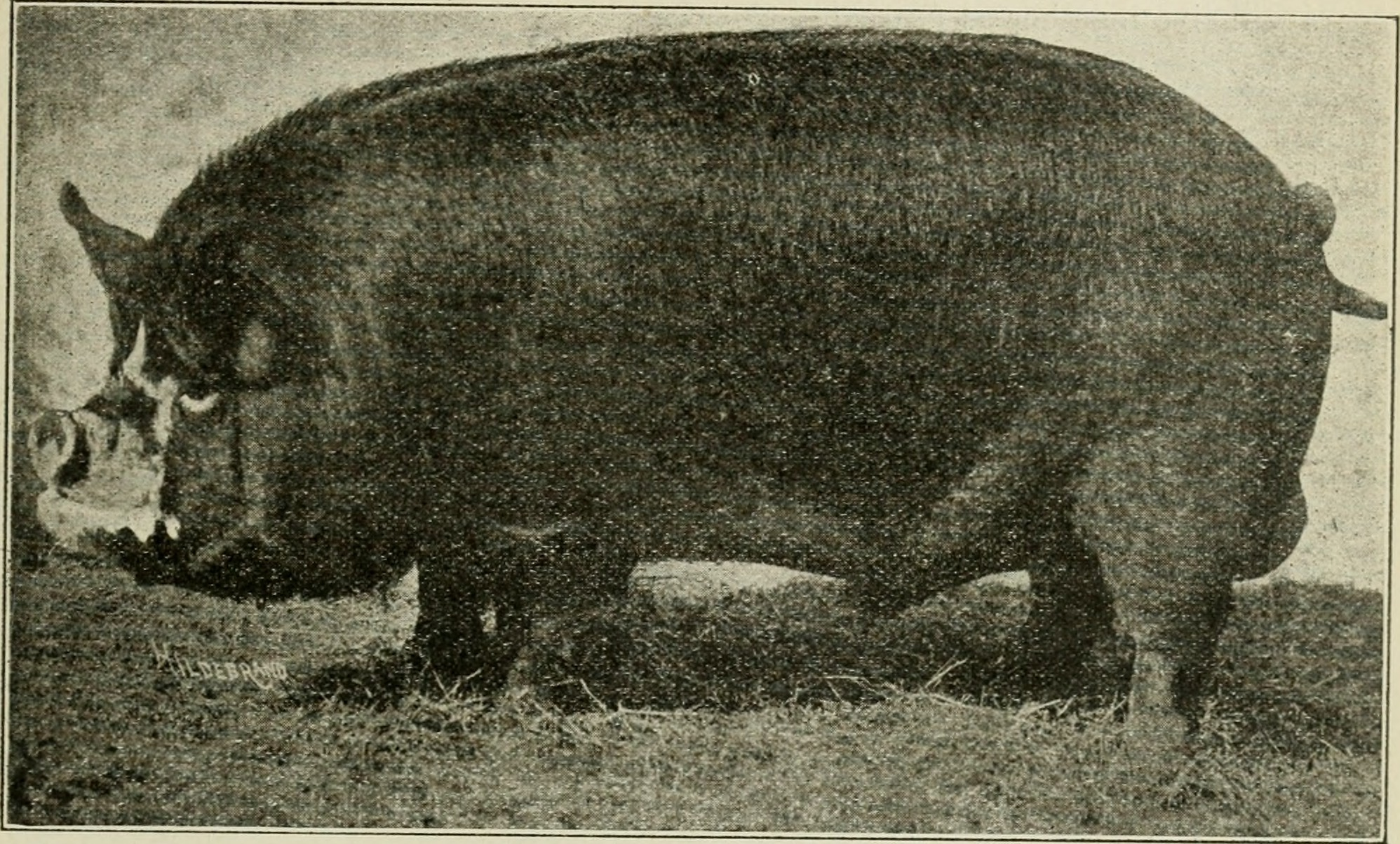
Un verrat de race Berkshire.

- Sage l'Ancien (dans la traduction Queval, ou Maréchal dans la traduction de Philippe Jaworski, Old Major en anglais) – Un verrat âgé de race Middle White (en) qui suscite la rébellion. Il est une combinaison de Karl Marx et de Lénine, en ce sens que c'est ce personnage qui imagine les principes de la révolution et que sa dépouille sera offerte à la vénération du public[10].

- Napoléon (César dans les premières traductions françaises, Napoleon en anglais) – Un gros verrat, à l'air féroce, de race Berkshire, allégorie de Joseph Staline[10], Napoléon est l'antagoniste du livre, il ne considère pas les autres animaux comme ses égaux. Le choix du nom Napoléon est une référence probable à l'empereur qui confisqua la Révolution française[11], et montre que la portée de l'ouvrage ne se limite pas à la révolution russe, mais peut s'étendre à d'autres[12]. C'est aussi certainement une référence à l'analyse des oppositionnels de gauche soviétique (trotskistes) qui désignaient sous le terme de Bonapartisme le pouvoir personnel de Staline, et sous le terme de Thermidor la contre-révolution bureaucratique qui sévissait au courant des années 1920 en URSS[13] ; s'appuyant pour cela sur des analyses plus anciennes de Karl Marx, à savoir son livre Le 18 Brumaire de Louis Bonaparte[14].

- Boule-de-Neige (Snowball) – Rival de Napoléon et premier chef de la ferme après la destitution du fermier Jones, il est le seul cochon qui considère les autres animaux véritablement comme ses égaux, car il ne cesse d'inventer des projets pour l'amélioration de la ferme. Il sera contraint de s'enfuir afin d'éviter d’être tué par les chiens lancés à ses trousses par Napoléon. Il sert ensuite de bouc émissaire, Napoléon accusant son adversaire exilé d'être à l'origine de diverses complications rencontrées par la ferme, notamment la chute du moulin pourtant due à une tempête. Boule de neige représente Léon Trotsky[10].

- Brille-Babil (dans la traduction Queval, ou Beau-Parleur dans la traduction de Philippe Jaworski, Squealer en anglais) – Petit cochon blanc, second de Napoléon et ministre de la propagande, il est très convaincant et malin, ce qui le rapproche de Viatcheslav Molotov[10] et plus généralement des propagandistes du régime communiste.

- Minimus – Un cochon poète qui écrit le nouvel hymne national, Comrade Napoleon (Camarade Napoléon), qui remplace Bêtes d'Angleterre, en référence au remplacement de L'Internationale par l’Hymne de l'Union soviétique en 1944 [15].

- Les porcelets – Soupçonnés d'être la progéniture de Napoléon, car étant tous de robe pie comme lui, ils sont la première génération à laquelle on enseigne la théorie de l'inégalité entre les animaux.

- Les jeunes cochons – Quatre cochons qui se plaignent de la mainmise de Napoléon sur la ferme. Ils seront exécutés. Référence aux exécutions pendant la période des Grandes Purges de Grigori Zinoviev, Lev Kamenev, Nikolaï Boukharine et Alexeï Rykov.

### Les équidés

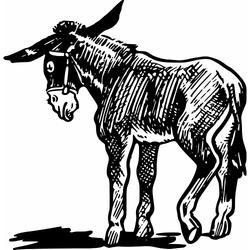
Dessin d'un âne évoquant Benjamin

- Malabar (dans la traduction Queval ou Hercule dans la traduction de Philippe Jaworski, Boxer en anglais) – Un cheval de trait, loyal, gentil, travailleur, respectable, mais naïf et crédule. Il prend en charge une bonne partie du labeur nécessaire à l'entretien de la ferme. Sa force physique engendre la crainte parmi les cochons : elle pourrait se retourner contre eux. Il évoque les stakhanovistes[16] car il croit que tous les problèmes peuvent être résolus en travaillant plus[17]. Cependant, quand il est blessé, Napoléon le vend à un équarrisseur, ce qui lui permet de se procurer du whisky, alors que Malabar l'a toujours soutenu, ce qui prouve que Napoléon ne le voit que comme un outil.

- Lubie (Mollie dans la traduction Jaworski et en anglais) – Une jeune jument, égoïste, frivole, qui quitte promptement la ferme après la révolution, allégorie des émigrants qui quittèrent la Russie dès les premiers temps des événements de 1917[18].

- Douce (Fleur-de-Trèfle dans la traduction Jaworski, Clover en anglais) – Une jument gentille, bienveillante, préoccupée par le sort de Malabar[19].

- Benjamin (Benjamin) – Un vieil âne, atrabilaire, cynique, sage et lucide. Il est l'un des rares animaux ayant pu apprendre à lire, sans avoir besoin de prouver son don, et le plus vieil animal de la ferme. Benjamin est le meilleur ami de Malabar. Il finit par comprendre ce qui se passe réellement à la ferme, mais il ne fait pas part de ses inquiétudes aux autres animaux. Il veut, peut-être, ne pas leur donner de faux espoirs. C'est le seul animal à avoir un certain sens de la réalité. Morris Dickstein (en) suggère qu’« il y a probablement une touche d’Orwell lui-même dans le scepticisme intemporel de cette créature » (« There is perhaps a touch of Orwell himself in this creature's timeless skepticism »[20]). En effet, ses amis appelaient Orwell « Donkey George » « d’après Benjamin, son âne geignard dans La Ferme des animaux » (« after his grumbling donkey Benjamin, in Animal Farm »[21]). Mais Robert A. Lee estime que « Benjamin est essentiellement égoïste, représentant une vision de la nature humaine qui est apolitique et qui peut donc difficilement être la voix d’Orwell dans le livre, comme certains lecteurs le prétendent. » (« Benjamin is essentially selfish, representing a view of human nature that is apolitical and thus can hardly be the voice of Orwell within the book, as some readers hold. »[22]).

- Trois autres chevaux sont brièvement mentionnés. Ils sont achetés par la ferme à la fin du roman et bien qu'ils soient de bons compagnons, ils sont bornés et ne savent pas lire.

### Les humains
- M. Jones (Mr Jones) – Le propriétaire de la ferme, un buveur invétéré. Les animaux se révoltent après que, complètement ivre, il les néglige et oublie de s'occuper d'eux et plus particulièrement de leur donner à manger. C'est une allégorie du tsar Nicolas II[23] qui abdiqua à la suite de la révolution de Février 1917. Il mourra ivre dans une pension au cours du roman.

- Mme Jones (Mrs Jones) - Épouse de M. Jones.

- M. Frederick (Mr Frederick) – Le robuste propriétaire de Pinchfield, une ferme voisine, petite mais bien entretenue, qui conclut une brève alliance avec Napoléon avant de le trahir, en référence à Adolf Hitler[24],[25],[26],[27] dont il est l'allégorie, et à l'Allemagne nazie qui conclut le Pacte germano-soviétique dans le but de se préparer à envahir l'Union soviétique.

- M. Pilkington (Mr Pilkington) – L’accommodant, mais astucieux propriétaire de Foxwood, une grande ferme du voisinage. Il est l'antithèse de Frederick, plus riche car il possède plus de terres, mais son domaine nécessite plus d'entretien que celui de Frederick, administré plus efficacement. En mauvais termes avec Frederick. il craint cependant comme lui la contagion de la révolution des animaux. Il correspond à Winston Churchill.

- M. Whymper (Mr Whymper) – Employé par Napoléon pour assurer la liaison entre la Ferme des animaux et les autres propriétés. D'abord chargé d'approvisionner la ferme en produits de première nécessité, il est amené à y introduire des produits de luxe et de l'alcool pour les cochons. Il correspond à Franklin Delano Roosevelt.

### Le corbeau

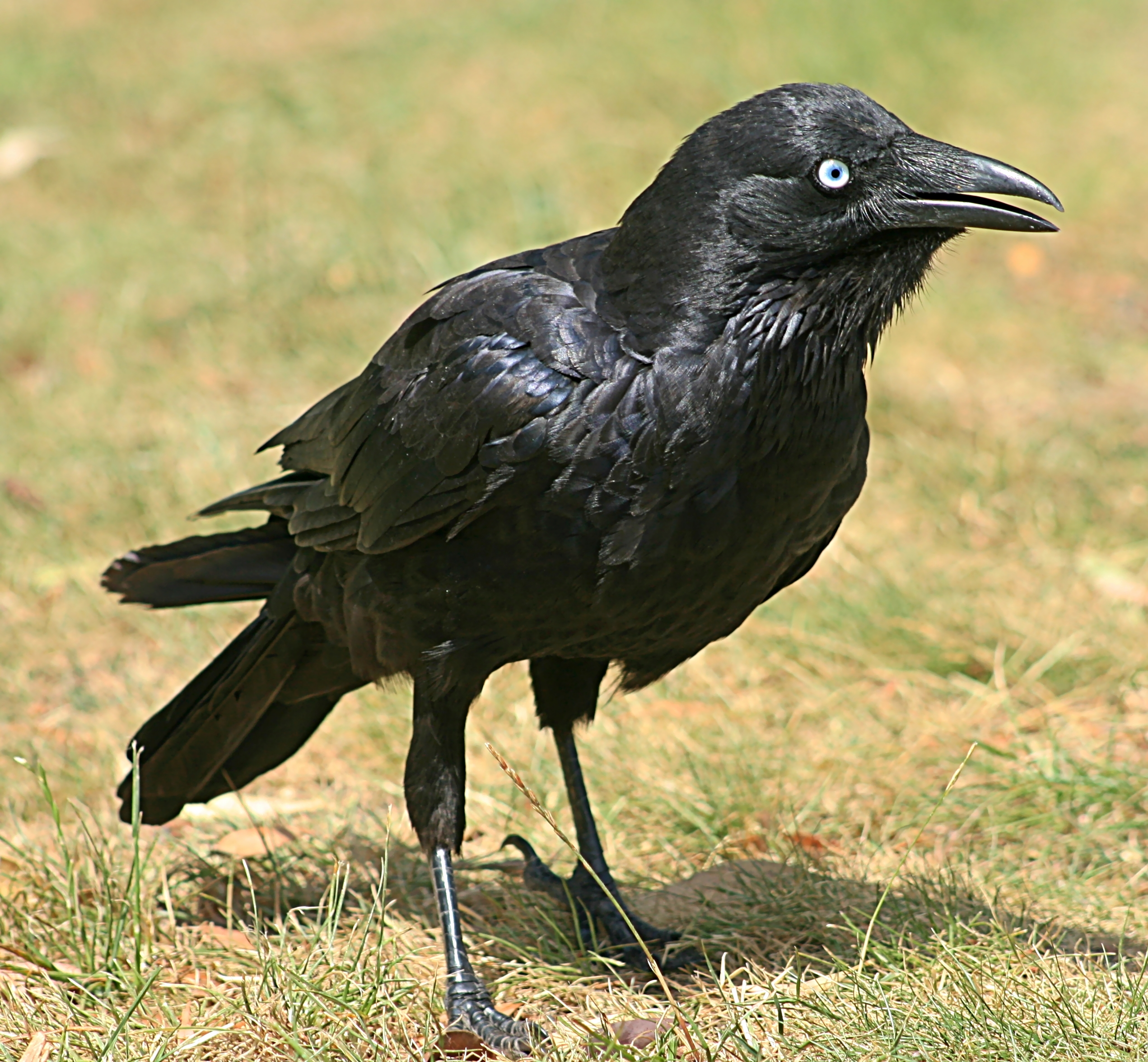
Dans le roman, le corbeau Moïse évoque l'homme de religion.

- Moïse (Moses) – Un corbeau apprivoisé qui suit d'abord Mme Jones en exil, puis réapparaît plusieurs années après, pour reprendre son rôle habituel : discourir et ne pas travailler. Il charme les habitants de la ferme avec des récits évoquant un endroit merveilleux au-delà des nuages, appelé Montagne de Sucrecandi, où les animaux pourront se reposer éternellement, bien loin de leur labeur terrestre. Orwell évoque la religion comme étant « the black raven of priestcraft, embodied in figures doing no useful work, promising pie in the sky when you die, and faithfully serving whoever happens to be in power. (le corbeau noir du clergé, incarné par des personnages ne faisant aucun travail utile, promettant la récompense du ciel après la mort, et servant fidèlement quiconque est au pouvoir.) »[20].

### Les chiens
- Les chiots (The puppies) – Neuf chiots mis bas par les chiennes de la ferme, Fleur et Constance (Jessie et Bluebell), récupérés par Napoléon et destinés à lui servir de garde rapprochée[28]. Ce sont eux qui chassent Boule de Neige de la ferme. Ils représentent aussi le NKVD, la police soviétique, chargée par Staline d'éliminer ses rivaux.

### Les autres animaux
- Edmée (Muriel) – Une vieille chèvre, amie de tous les animaux de la ferme. Comme l'âne Benjamin et le cochon Boule de Neige, elle sait lire[29], mais elle reste un personnage secondaire. Elle meurt de vieillesse au cours du roman.
- Les moutons – Bien qu'ils n'aient qu'une compréhension très limitée des événements, ils soutiennent aveuglément Napoléon[30]. Ils représentent le public, le « peuple » ou ce qu'on peut dénommer la majorité silencieuse, terme déjà connu à l'époque de la publication du roman.
- Les poules – Alors qu'on leur avait promis, au début de la révolution, qu'elles pourraient désormais garder leurs œufs, cette promesse n'est pas tenue ; elles sont parmi les premiers à se rebeller contre Napoléon[28]. Leur révolte échouera toutefois.
- Le coq noir –  L'un des coqs de la ferme, engagé par Napoléon pour prévenir les autres animaux de sa venue.
- Les vaches – Elles ont accepté de soutenir la révolution après avoir reçu la promesse qu'elles pourraient garder leur lait pour nourrir les veaux. Mais le lait sera volé par les cochons[31]. Contrairement aux poules, elles ne protestent pas.
- Filou, Fleur et Constance (Pincher, Bluebell, Jessie) – Les trois chiens de base et parents des molosses, ils meurent de vieillesse au cours du roman. On ignore s'ils rejoignent leurs chiots dans la surveillance de la ferme.
- La chatte – Une chatte qui passe son temps à ne rien faire mais qui participe à la bataille de l'étable.
- Les oies et canards –  Ces autres oiseaux de la ferme n'ont qu'un rôle mineur dans l'histoire.
- Les rats –  Des rongeurs qui vivent dans la ferme en parallèle des autres animaux, ils ont, eux aussi, un rôle mineur.
- Les pigeons –  Les oiseaux qui font office de messagers pour la ferme, probablement des pigeons domestiqués - encore un rôle mineur.

## L'auteur

### Contexte
George Orwell, est un écrivain et journaliste britannique. C'est aussi un homme engagé, gagné à la cause du prolétariat, qui deviendra un combattant engagé aux côtés des républicains espagnols durant la guerre d'Espagne. Mal reçu par les communistes, il rejoindra les milices du POUM.
Durant la période où il rédige La Ferme des animaux, publié en 1945, George Orwell envoie entre 1941 et 1946 seize articles (« Les Lettres de Londres ») à la revue américaine d'inspiration trotskiste Partisan Review.
Il essuie quatre refus d'éditeurs qui évoquent le caractère injurieux du texte, assimilant les dirigeants communistes à des cochons. L'éditeur Fredric Warburg, en dépit de la pression exercée par son entourage et des agents du ministère de l'Information, le publie en août 1945.

### Buts de l'auteur

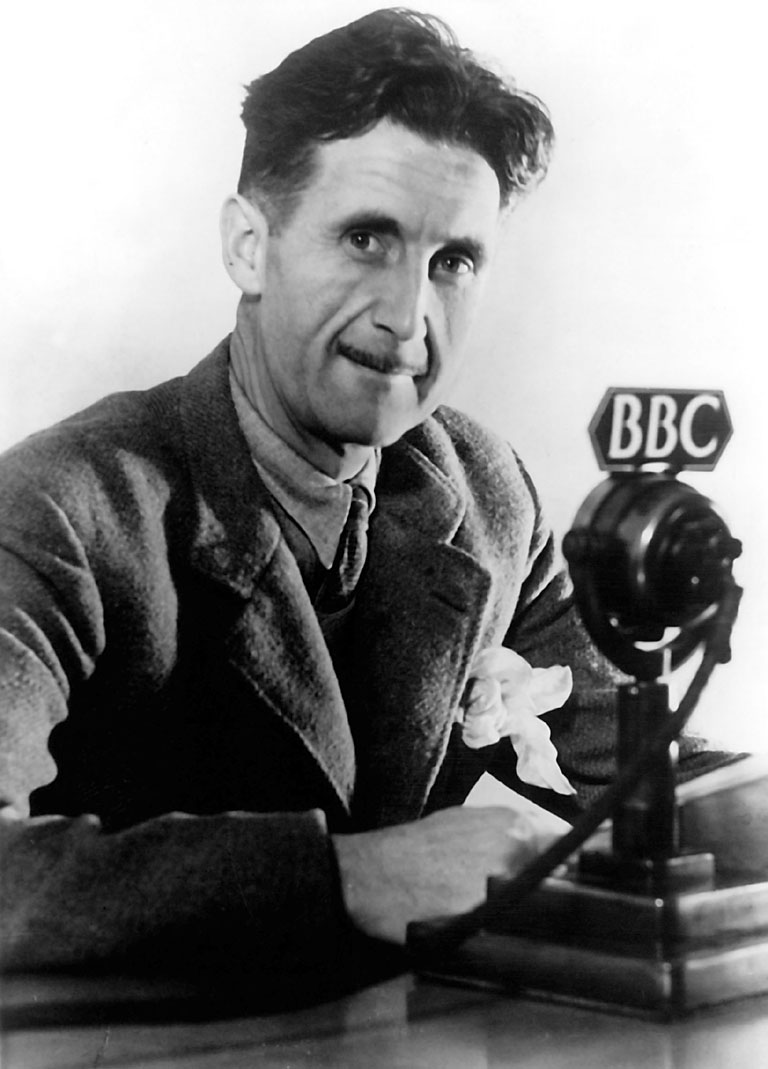
George Orwell en 1940.

« Bien sûr, j’ai conçu ce livre en premier lieu comme une satire de la révolution russe. Mais, dans mon esprit, il y avait une application plus large dans la mesure où je voulais montrer que cette sorte de révolution (une révolution violente menée comme une conspiration par des gens qui n’ont pas conscience d’être affamés de pouvoir) ne peut conduire qu’à un changement de maîtres. La morale, selon moi, est que les révolutions n’engendrent une amélioration radicale que si les masses sont vigilantes et savent comment virer leurs chefs dès que ceux-ci ont fait leur boulot. Le tournant du récit, c’est le moment où les cochons gardent pour eux le lait et les pommes (Kronstadt). Si les autres animaux avaient eu alors la bonne idée d’y mettre le holà, tout se serait bien passé. Si les gens croient que je défends le statu quo, c’est, je pense, parce qu’ils sont devenus pessimistes et qu’ils admettent à l’avance que la seule alternative est entre la dictature et le capitalisme laisser-faire. Dans le cas des trotskistes s’ajoute une complication particulière : ils se sentent coupables de ce qui s’est passé en URSS depuis 1926 environ, et ils doivent faire l’hypothèse qu’une dégénérescence soudaine a eu lieu à partir de cette date. Je pense au contraire que le processus tout entier pouvait être prédit – et il a été prédit par un petit nombre de gens, Bertrand Russel par exemple – à partir de la nature même du parti bolchevique. J’ai simplement essayé de dire : “Vous ne pouvez pas avoir une révolution si vous ne la faites pas pour votre propre compte ; une dictature bienveillante, ça n’existe pas.”. »

— George Orwell, « Lettre à Dwight Macdonald. 5 décembre 1946 »

## Analyse

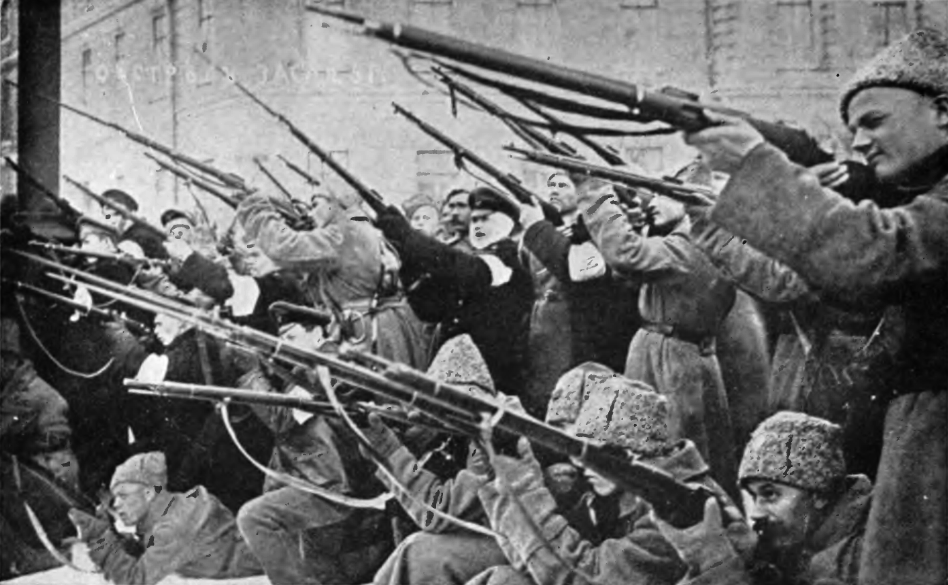
Le roman est une référence directe à la révolution russe (photo de mars 1917)

Le texte du roman établit du début jusqu'à la fin, de par la volonté même de son auteur, un parallèle entre la révolution des animaux et la révolution russe et l'évolution de l'Union soviétique avec la montée en puissance de Staline, devenu chef suprême de la nation après sa victoire contre l'Allemagne nazie.

## Réception et critiques
- George Henry Soule Jr. (en), journaliste à The New Republic, un magazine américain d'opinion émet, peu de temps après la sortie du livre (1946) une critique assez acerbe à l'encontre du roman et considère que le livre manque de clarté. Pour ce journaliste américain, même si les allusions à l'histoire de l'Union soviétique sont évidentes, George Orwell ne ferait que présenter des idées stéréotypées sur un pays qu'il ne connaît probablement pas (« stereotyped ideas about a country which he probably does not know very well »)[40].

- « Sous la forme d'une allégorie George Orwell dénonce avec force et de manière à peine voilée les dérives du régime instauré par Staline en Union soviétique. Mais le livre peut être également lu comme une fable sur les dangers inhérents à toute processus révolutionnaire. Orwell y critique notamment le culte de la personnalité du chef, la modification du passé par l'histoire officielle, l'endoctrinement et la manipulation idéologique des masses. L'auteur signe donc une satire profondément lucide et désabusée appelée à servir de cadre de référence pour la critique des totalitarismes et des sociétés de contrôle », Quentin de Ghellinck, La Ferme des animaux de George Orwell, Profil littéraire, 2016.

## Éditions

### Édition anglaise
Secker et Warburg (en) est la première maison d'édition à publier le roman, en 1945.
- (en) George Orwell (préf. Peter Davison), Animal Farm : A Fairy Story, Londres, Penguin, coll. « Fiction », 1989 (1re éd. 1945), 95 p., poche (ISBN 978-0-14-012670-9).

### Éditions françaises
- Les Animaux partout ! (trad. Sophie Devil, préf. Jean Texcier), Éditions O. Pathé, 1947[41]

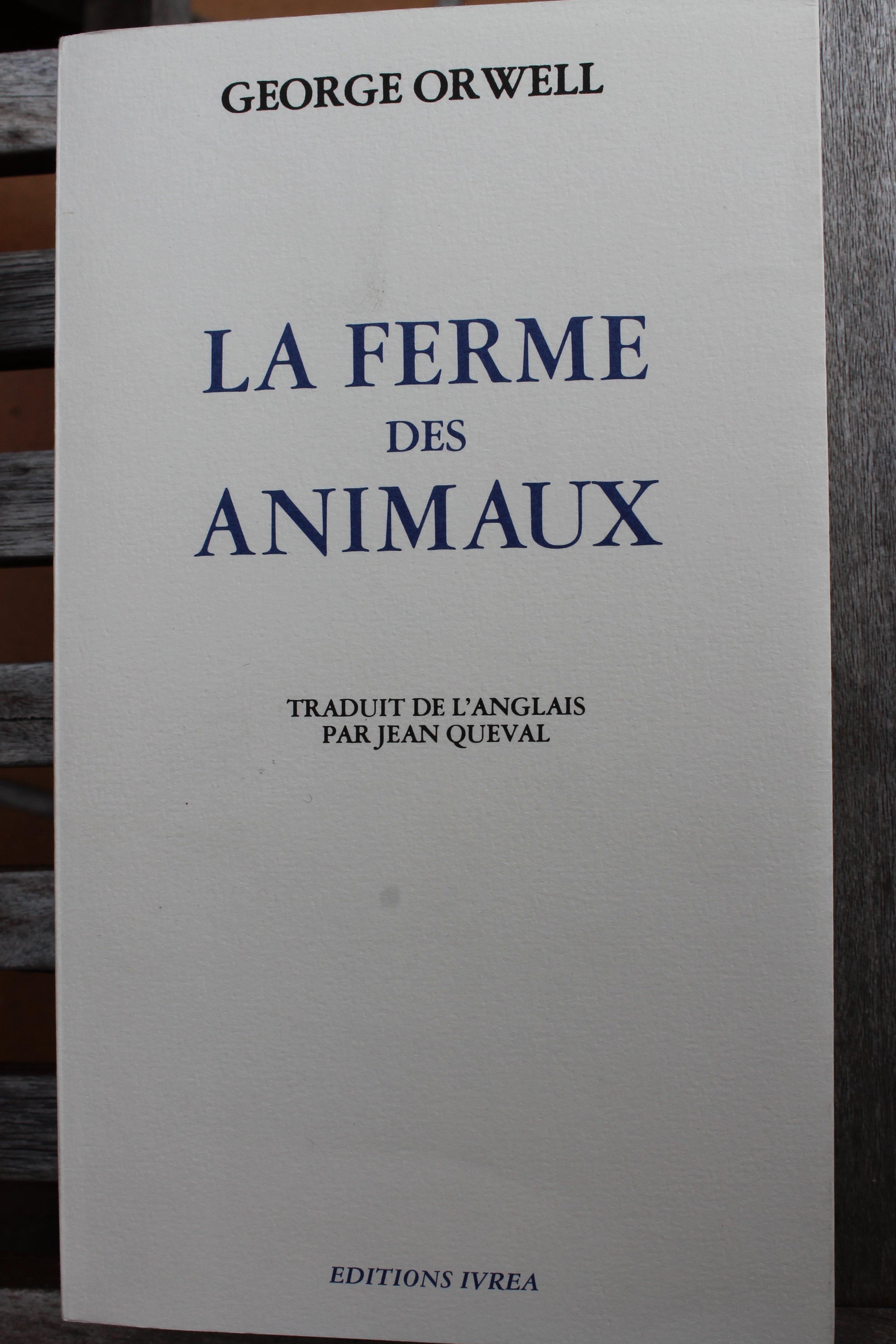
La Ferme des animaux, Éditions Ivrea.

- La République des animaux (traduction non signée), Gallimard, coll. « Du monde entier », 1964
- La Ferme des animaux : fable (trad. de l'anglais par Jean Queval), Paris, Champ libre, 1981, 113 p. (ISBN 2-85184-120-3)[42].
- La ferme des animaux (trad. de l'anglais par Jean Queval), Paris, Gallimard, coll. « Folio », 1983, 150 p. (ISBN 2-07-037516-1)
- La Ferme des animaux (trad. de l'anglais par Jean Queval (1981), dossier par Mériam Korichi et lecture d'images par Alain Jaubert), Paris, Gallimard, coll. « Folioplus classiques 20e siècle », 2007, 187 p. (ISBN 978-2-07-034378-2)
- La Ferme des animaux (trad. de l'anglais par Jean Queval (1981), dossier par Laure Mangin), Paris, Belin / Gallimard, coll. « Classicolycée », 2013, 177 p. (ISBN 978-2-7011-6457-1).
- La Ferme des animaux (trad. de l'anglais par Jean Queval (1981), dossier par Virginie Manouguian), Paris, Belin / Gallimard, coll. « Classicocollège », 2016, 191 p. (ISBN 978-2-7011-9674-9)
- La Ferme des Animaux (trad. de l'anglais par Romain Vigier), Éditions Renard Rebelle, 2021, sous licence Creative Commons[43]
- La Ferme des animaux (trad. de l'anglais et préf. par Stéphane Labbe), Éditions Le Livre de Poche Jeunesse, Hachette, 2021  (ISBN 978-2-01-708026-8).
- La Ferme des animaux (trad. de l'anglais et préf. par Philippe Mortimer), Éditions Libertalia, 2021  (ISBN 9782377291168). Cette édition comprend les deux préfaces d'Orwell.

## Distinctions
L'ouvrage reçoit le Prix Hugo du meilleur roman court, attribué de façon rétrospective en 1996.

## Adaptations

### Cinéma
- En 1954 sort La Ferme des animaux, dessin animé de John Halas et son épouse Joy Batchelor, qui a bénéficié de financements de la CIA à des fins de propagande[44] dans le cadre de l'opération Mockingbird, diffusé en 1954, reste assez fidèle au roman, à l’exception de la disparition de Boule de neige, et la fin qui se présente plus dans le sens d'une « happy end », avec le renversement du régime des cochons par opposition aux animaux épuisés et désespérés de voir les cochons se conduire comme des humains. Ce changement de fin était une volonté de la CIA, car elle ne désirait pas qu'on assimile le communisme avec le capitalisme, ce que le livre semblait dénoncer[45]. Le film a bénéficié d'une rediffusion en salle et de la sortie d'un DVD en 2017[46]

- La Ferme des animaux (Animal Farm)], film d'animation qui devrait sortir en 2025 au cinéma. Ce film, prévu pour être adapté par le réalisateur et producteur britannique Andy Serkis, devrait se dérouler durant l'époque actuelle[47].

- Le film L'Ombre de Staline, d'Agnieszka Holland, qui raconte le combat du journaliste Gareth Jones pour faire connaitre l'Holodomor, famine ayant fait des millions de victimes en Ukraine sous le stalinisme, met en scène la rencontre de Gareth Jones et de George Orwell, qui y écrit La Ferme des animaux, inspiré par ces révélations. Toutefois, même si Jones et Orwell fréquentaient les mêmes milieux, rien n'atteste cette rencontre[48].

### Télévision
- La Ferme des animaux, téléfilm de John Stephenson, 1999 est une adaptation également fidèle au roman mais qui présente une fin différente, dans le même genre que celle du film de 1954. Le film mêle prise de vues réelles et images de synthèse et animatroniques, en utilisant de véritables animaux.

### Théâtre

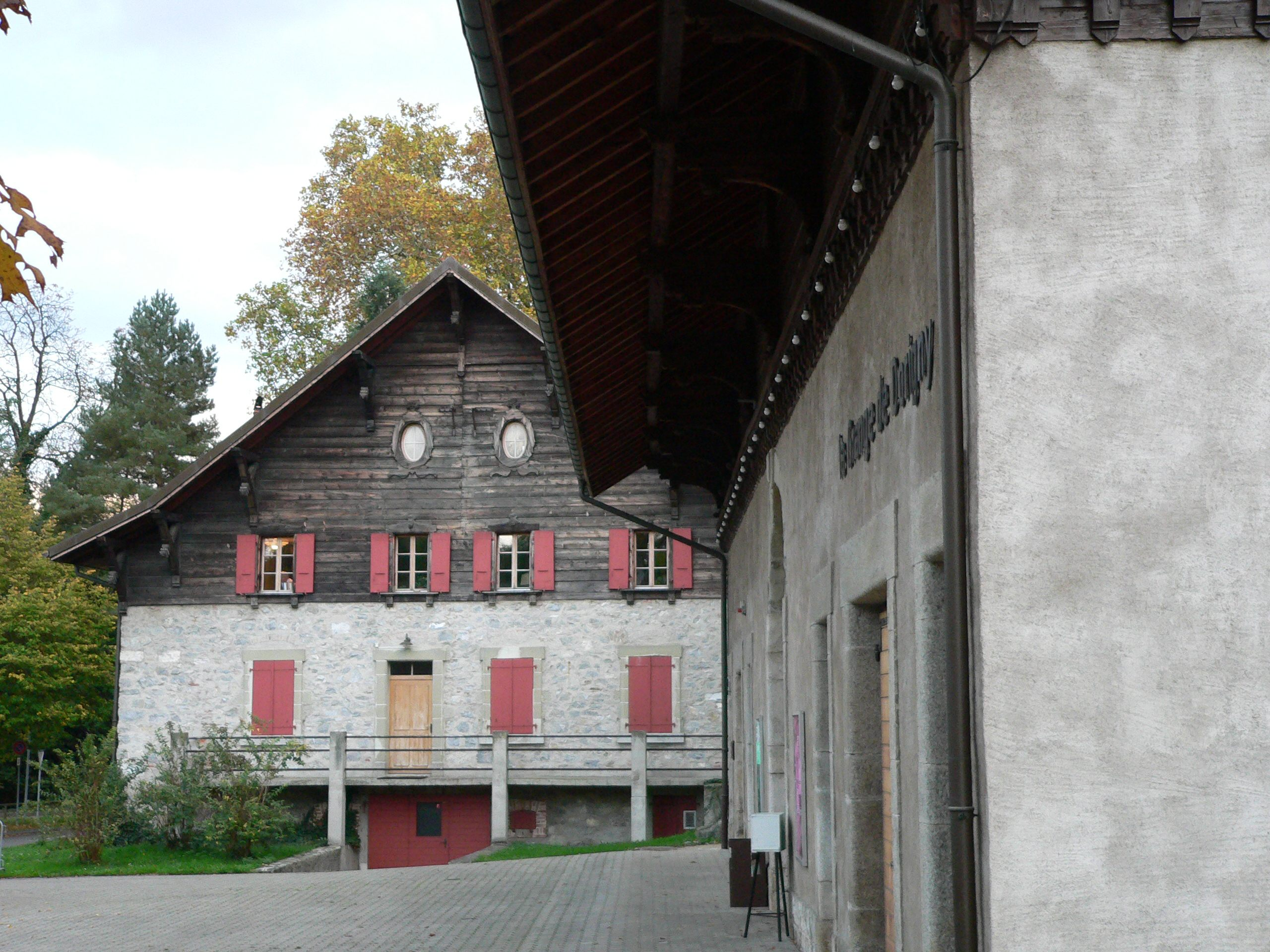
La Grange de Dorigny est le théâtre du campus de l'Université de Lausanne

- La Ferme des animaux est une pièce de théâtre adaptée du roman par le metteur en scène suisse, Christian Denisart. La pièce a notamment été jouée à la « Grange de Dorigny »[49], bâtiment qui abrite le théâtre du campus de l'Université de Lausanne. Une tournée est prévue au cours de l'année 2018 dans les théâtres de nombreuses communes de suisse romande, telles que Gland, Vevey, Porrentruy, Neuchâtel, Yverdon, Sion et à Mézières[50].

### Bande dessinée
- Le Château des animaux, série de bande dessinée publiée depuis 2019 par Casterman, scénarisée par Xavier Dorison et dessinée par Félix Delep, s'inspire librement du roman d'Orwell[51],[52].

## Postérité et influence

### Musique et chansons

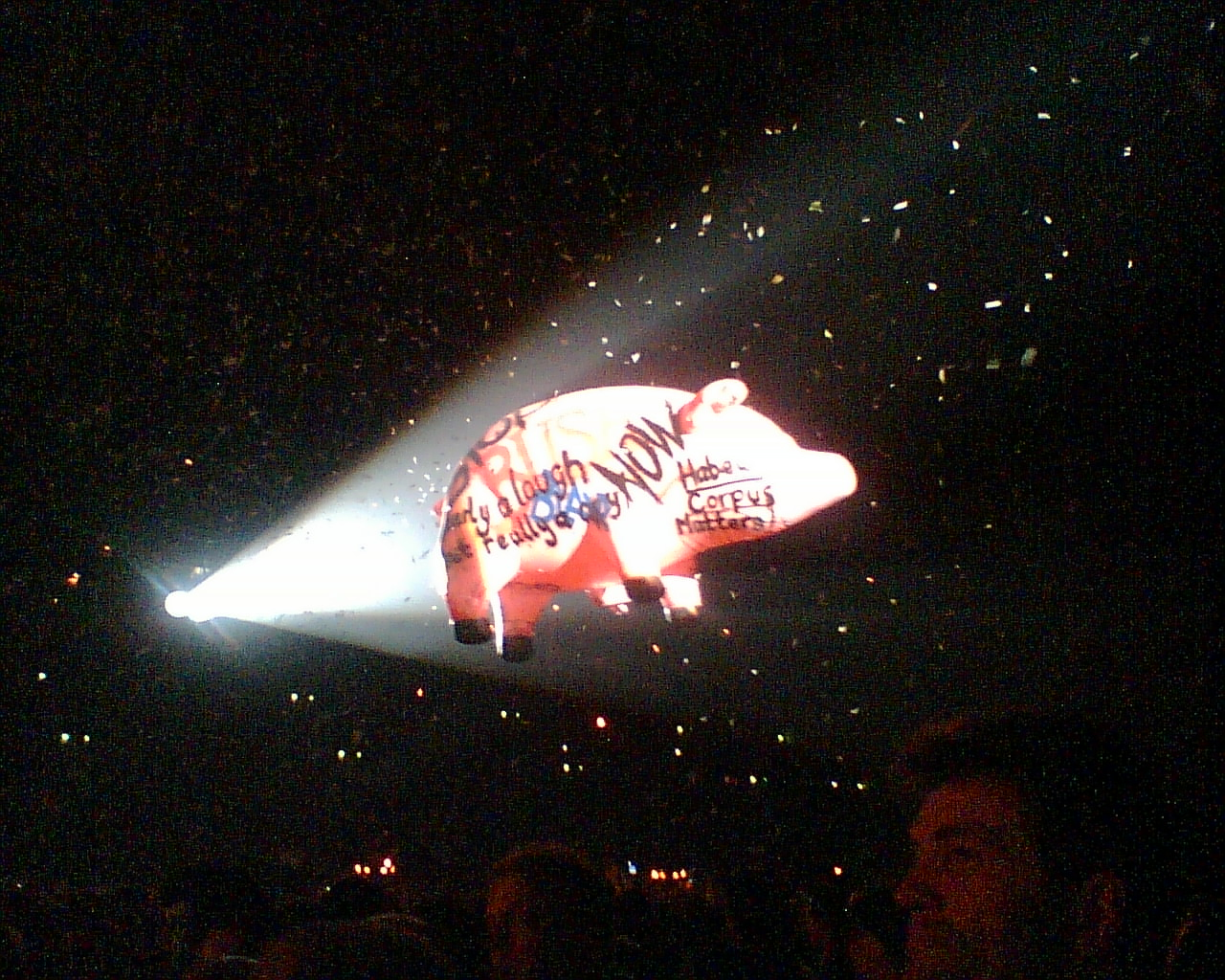
Cochon volant durant un concert de Roger Waters

- Animals, album du groupe Pink Floyd, 1977.

Cet album puise son inspiration dans le roman d'Orwell,. Les titres des chansons font référence aux personnages des cochons, des chiens et des moutons du roman. La couverture de la pochette du 33 tours représente un ensemble industriel au milieu de Londres (la Battersea Power Station), au-dessus duquel flotte un dirigeable en forme de cochon fabriqué spécialement pour l'occasion par les industries Zeppelin. La symbolique veut que du haut du ciel, le cochon observe les « errances et la décadence de la société ».